# تقطيع (شعر)
وَلي بَينَ الضّلوعِ دَمٌ  
ي.

## تعريفه
في العربية، التَّقْطِيعُ من قَطعَ، بمعنى قسَّم، والتَّقطيعُ بمعنى التَّقسيم. تحدّث ابن رشيق القيرواني عن أنواع التقسيم في الشعر العربي، وأشار إلى نوع منها فسمّاه «التَّقطيع»، ومثَّل له بقول النابغة الذبياني، من بحر الطويل:
وقد سمّاه قوم منهم «التَّفصيل»، ومثاله قول الشاعر، من بحر البسيط:
فالشاعر فصّل، وجاء به على تقطيع الوزن كل لفظتين ربع بيت. 

## في الشعر

### العربية
و«تقطيع البيت» في العربية هو عبارة عن تسجيل حركاته وسكناته، وتكوين مجموعات متماثِلة منها، ثم مُقابَلَتها بوَزنها الذي يدل عليها. وقد يحدث بين هذه المجموعات بعضُ التغيير بالزيادة أو النقص.  كقول عنترة بن شداد في مُعَلَّقته:
وتقطيعه هكذا:
| وإذا صَحَوْ - تُفَما أُقَصـْ - صِرُ عَنْنَدَنْ | (مُتَفاعِلُن - مُتَفاعِلُن - مُتَفاعِلُن) |
| وكما عَلِمـْ - تِشَمائِلي - وتَكَرْرُمِي   | (مُتَفاعِلُن - مُتَفاعِلُن - مُتَفاعِلُن) |

ويشمل أربع مراحل: 1) الكتابة العروضية؛ 2) كتابة الحركات والسكنات؛ 3) كتابة التفعيلات؛ 4) تعيين وزن البيت. 

### الإنجليزية

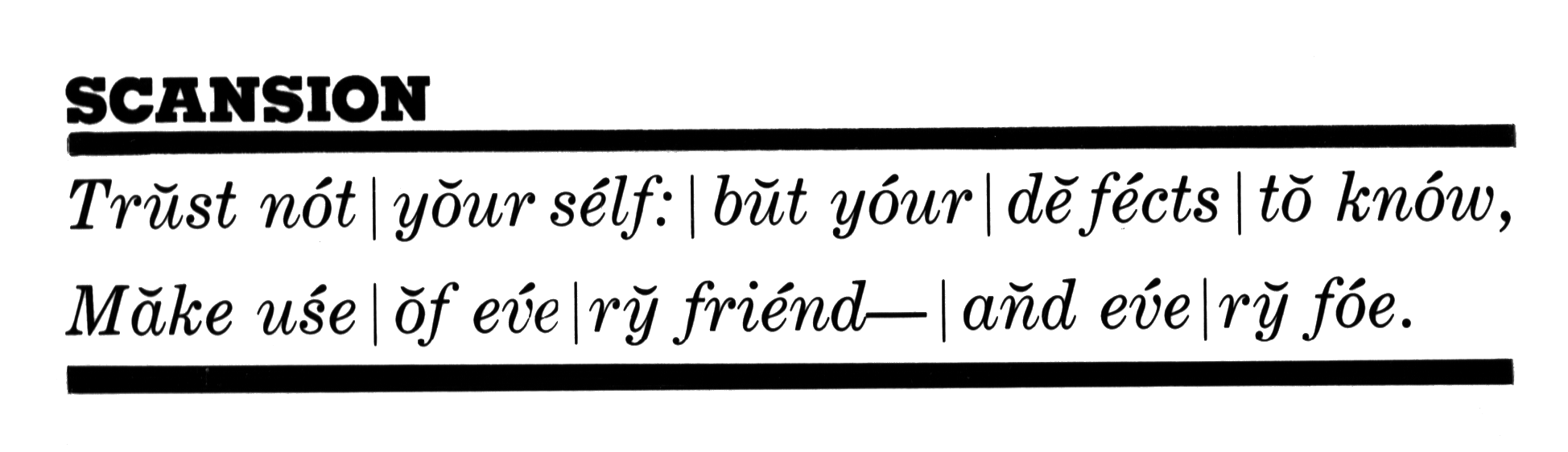
مثال لتقطيع على اقتباسًا من ألكسندر بوب.

والتقطيع في الشعر الإنجليزي (بالإنجليزية: Scansion)، هو تحليل أبيات الشعر حَسَب نماذج عَرُوضية مُتواضَع عليها من حيث تَتابُع المقاطع المنبورة وغير المنبورة، ومن حيث عدد تفعيلات الأبيات وعدد الأبيات في القصيدة أو في مَقطَع شعري من مقاطعها. فالتقطيع الشعر الإنجليزي هو تحليل الشعر على أساس من الوزن، وتقسيم بيت الشعر إلى تفعيلات بالإشارة إلى المقاطع المنبورة وعدد المقاطع. ويدل المصطلح على طريقة لدراسة العناصر الآلية التي يحقق بها الشعر التأثيرات الإيقاعية. ويتضمن المصطلح أن يأخذ المرء في الاعتبار التفعيلة والبحر والقافية. 

### الفرنسية
وفي الشعر الفرنسي، هو تقسيم البيت من الشعر إلى من المقاطع الصوتية حسب نماذج مُتواضَع عليها للأبيات الشعرية والقوافي التي تربط بينها. 